# Стара мома
Стара мома е прозвище за неомъжена или бездетна жена, на възраст около или над 40 години. Ромската общност в България възприема като „стари моми“ неомъжените жени, на възраст над 19 – 23 години.
В недалечното минало, възрастта е свързана с ред норми на поведение и задължителна смяна на социалните роли, като тяхното престъпване или неспазване е осъдително и експресивно отбелязано в езика, като атрибутивният елемент неутрализира самата млада възраст – „стара мома“, „стар ерген“.
Според формираните до 20 век полови стереотипи, в периода на ранната зрялост, главната линия на живота при мъжете е свързана с решаването на задачи на развитието, свързани преди всичко с кариерното развитие.
За разлика от развитието на мъжа, което може да се счита за еднолинейно, еднопосочно (преди всичко в областта на професионалното и кариерното развитие), развитието на жената, в съвременното общество, е двупосочно, двулинейно. От една страна – специфичното развитие като жена – любима, съпруга, майка, домакиня и други, и от друга страна – професионално и кариерно.
Общественото мнение, изразено в мнението на роднини, приятели, колеги, съседи и други постулира необходимостта от навременното решаване на тези задачи и не гледа с „добро око“ на тези, които не успяват да ги решат „в срок“. При предишните поколения хората, нерешили задачите „в срок“ дори са били стигматизирани чрез различни негативни прозвища като „стара мома“ или „стар ерген“ (когато не решат задачата за създаване на семейство); „бездетна“, „ялова“ (когато детето не се появи в първите години след сватбата); „пройдоха“, „безделник“ (когато мъжът не реши задачата, свързана с професионалното развитие) и др. На хората, които са започвали нова образователна степен в по-късни години също така не се е гледало с добро око и това е намерило своя израз в различни поговорки, изразяващи ненавременността на започнатото. В последните десетилетия такова стигматизиране са забелязва само в по-ниско образованите, социално слаби и др. специфични социални групи (например, от ромски етнос и др.) Вече се смята, че човек може да се ожени и след 30-те, дете може да се роди и в по-късна възраст (например инвитро), много хора „наваксват“ в по-късни години с нови образователни степени или обучавайки се в нови специалности.

## Традиции в ромската общност в България
Ромската общност в България очаква, че момичето ще се омъжи от 13 до 19 годишна възраст. След това общността започва да гледа на нея като на „стара мома“ и често става обект на подигравки. При момчетата подобни очаквания има от 15 г. до 21 г. Традиционната роля на циганката е да бъде домакиня. Проблемен момент при данните от националните преброявания е невъзможността да се открои фактът, че първият юридически брак при циганите често е легитимация на второ, трето или още по-късно фактическо съжителство.
„Щом момата си заглежда дупето на огледалото, значи е готова за женене. Ако мине 16 години, значи е остаряла“ – с тези думи един от бившите гюпски кметове в Петрич обобщи нагласите по отношение на брака в двете ромски махали. Момичето се жени „когато ѝ дойде времето“ – „на 12, 14, 15 години“; „Тук на по 13 г. се женат“; „Мене ме крадоха на 16 г.,защото ни пречеха“, „на 13-14 г., но мойте дъщери – едната на 15 г.,другата на 17 г.“; „от 15 до 18 г., рядко след 18 г., защото се съмняват, че има нещо нередно в здравословното състояние“; „от 13 до 20, 21, 22, но след 18 г. са стари моми“.
Всъщност сред по-младите жени в Петрич вече се оформя представата: „след 20 г. – да е завършила поне средно образование“, „на 23 г. – за да се научи от майка си първо“ – но това все още е нагласа, породена най-вече от негативен личен опит, отколкото утвърдена социална практика. В Сандански, момичетата също се омъжват „малки“, а разрешението да се задоми „зависи от бащата. Аз съм решил до 19-20 г., но некои гледат да ги гонат от 15-16 г.“; „на 13 г. от бедност“; „на 14“; „на 14-15“; “може и по-рано [от момчетата] – след 16 г.; „от 18 до 20 г., най-много до 22 г. След това вече е стара мома“.

## Старите моми в българското изкуство
| „ | Седи тя весден до прозорците ниски, безспирно часовникът съска отзад; на обед минават оттам гимназистки, на обед подхвърлят ѝ поглед злорад. ... | “ |
| „Старата мома“. Христо Смирненски. Българан (списание). Седмично хумористично списание. София, г. VI, бр. 41 от [8 октомври 1921] г., с подпис: В. | |   |